# Palazzo Pisanelli
Der Palazzo Pisanelli ist ein Barockpalast aus dem 15. Jahrhundert im Viertel San Ferdinando in Neapel in der italienischen Region Kampanien. Er liegt in der Via Giuseppe Pisanelli, 23.

## Geschichte und Beschreibung
Der Palast wurde im 15. Jahrhundert im Auftrag der Familie Pisanelli errichtet und im 18. Jahrhundert von Ferdinando Sanfelice umgebaut, als dessen Sohn Camillo ihn gekauft hatte.
Die Fassade ist im Barockstil gestaltet und wird von einem Turm dominiert; dahinter verbirgt sich ein Beispiel für die Architektur des 15. Jahrhunderts mit einem schönen Innenhof, der im 18. Jahrhundert mit Fresken in einer Ädikula umgestaltet wurde.
Das Gebäude ist heute in einem schlechten Erhaltungszustand.